# Côtes-de-Fer
Côtes-de-Fer (em crioulo, Kòt Defè), é uma comuna do Haiti, situada no departamento do Sudeste e no arrondissement de Bainet. De acordo com o censo de 2003, sua população total é de 33.577 habitantes.